# Campeonato Europeo de Judo de 1964
El XII Campeonato Europeo de Judo se celebró en Berlín Oriental (RDA) entre el 25 y el 26 de mayo de 1964 bajo la organización de la Unión Europea de Judo (EJU) y la Federación de Judo de la RDA.

## Medallistas

### Masculinoamateur
| Evento            | Oro                     | Plata                         | Bronce                                                  |
| ----------------- | ----------------------- | ----------------------------- | ------------------------------------------------------- |
| –68 kg            | André Bourreau Francia  | Anton Linskens · Países Bajos | Eric Hänni · Suiza · Günter Wiesner · RDA               |
| –80 kg            | Anatoli Bondarenko URSS | Ilia Tsipurski URSS           | Jan Snijders · Países Bajos · Otto Smirat · RDA         |
| +80 kg            | Herbert Niemann RDA     | Parnaoz Chikviladze URSS      | Tony McConnell Reino Unido Jean-Claude Brondani Francia |
| Categoría abierta | Anzor Kiknadze URSS     | Jean-Pierre Dessailly Francia | Alphonse Lemoine Francia Helmut Howiller RDA            |

### Masculino profesional
| Evento            | Oro                          | Plata                          | Bronce                                                    |
| ----------------- | ---------------------------- | ------------------------------ | --------------------------------------------------------- |
| –68 kg            | Aron Bogoliubov URSS         | Karl Reisinger · Austria       | Brian Jacks Reino Unido Michel Lesturgeon Francia         |
| –80 kg            | Lionel Grossain Francia      | Jacques Noris Francia          | Peter Snijders · Países Bajos · George Kerr · Reino Unido |
| +80 kg            | Anton Geesink · Países Bajos | Johan Schaeffer · Países Bajos | Anthony Sweeney Reino Unido Marcel Lenormand Francia      |
| Categoría abierta | Anton Geesink · Países Bajos | Martin Poglajen · Países Bajos | Michel Franceschi Francia Frank Gonschorek RDA            |

## Medallero
| Núm. | País         | Oro | Plata | Bronce | Total |
| ---- | ------------ | --- | ----- | ------ | ----- |
| 1    | URSS         | 3   | 2     | 0      | 5     |
| 2    | Países Bajos | 2   | 3     | 2      | 7     |
| 3    | Francia      | 2   | 2     | 5      | 9     |
| 4    | RDA          | 1   | 0     | 4      | 5     |
| 5    | Austria      | 0   | 1     | 0      | 1     |
| 6    | Reino Unido  | 0   | 0     | 4      | 4     |
| 7    | Suiza        | 0   | 0     | 1      | 1     |
|      | TOTAL        | 8   | 8     | 16     | 32    |